# Женіал
Женіал або Геніалій (лат. Genial; д/н — бл. 626) — герцог Васконі в 602—626 роках.

## Життєпис
Ймовірно був галло-римлянином. Напевне брав участь у боротьбі проти васконів, які 561 року підкорили Новемпопуланію (південно-західну частину Аквітанію), яка невдовзі отримала назву володіння Васконія. Вже 587 року васкони перейшли до атак на франкські володіння. При цьому було утворено численні володіння на чолі з князьками (вождями).
У 602 році після того, як Теодеберт II, король Австразії, та Теодоріх II, король Бургундії, підкорили васконів, утворивши для управління ними Васконське герцогство, на його чолі було поставлено Женіала (Геніалія).
Йому підпорядковувалися землі навколо річки Гаронна, долина річки Адур. Резиденцією стало місто Бордо. Формально перебував у підпорядкуванні герцогів Тулузи. Часто мусив придушувати повстання васконів, на деякий час встановив зверхність над васконськими племенами в Піренеях, намагаючись встановити владу франків над перевалами.
У 610 і 612 роках захищав Васконію від вторгнення вестготських королів Гундемара й Сісебута відповідно. Після нападу васконів на долину Ебро в 621 році вестготський король Свінтіла розбив васконів і змусив побудувати фортецю під назвою Ологік, в якій було поставлено вестготську залогу. Помер або загинув близько 626 року. Новим герцогом поставлено Егінана.